# Cocomiel
Cocomiel (nombre original en francés y en doblaje de España: Cococinel) fue un dibujo animado producido por las productoras francesas ODEC Kid Cartoons, TF1 y Telecima originalmente en 1989, y fue estrenada mundialmente en 1992. Es una serie animada de origen francés-belga creada por Nicole Gorgeon, dirigida por Raymond Burlet y escrita por Yolande Baillet y Jean Montagné. Consta de 2 Temporadas, la primera de 52 episodios y la segunda de 26 (en total 78 episodios).
Fue emitida en Argentina por primera vez como estreno en el desaparecido canal Cablín, y más tarde en él también desaparecido canal Magic Kids. No hubo transmisión en ningún otro país de Latinoamérica. En España tuvo un doblaje diferente en donde se conservaba el nombre original de la serie “Cococinel” y se emitió en Canal Panda.Esta serie animada  es muy poco conocida, sus juguetes y lanzamientos en video casero son extremadamente raros y prácticamente imposibles de encontrar. La mayoría de los episodios no están disponibles en ninguna plataforma y la mayoría ni siquiera tuvieron un lanzamiento oficial en video casero.
Cocomiel es una heroína vaquita de San Antonio (Catarina o mariquita en otros paises) hembra que adquiere poderes mágicos al encontrar un trébol mágico de cuatro hojas misterioso y así usarlo para proteger su mundo contra las fuerzas del mal, además de intercalar su misión con una vida común con su núcleo de amigos en Cocolandia (Cocoland en la versión original) que es el nombre de la villa en donde vive  a lo largo de sus aventuras, sabe familiarizar a los niños con la vida de la Naturaleza y mostrarles que protegerla es hoy una prioridad absoluta. Escarabus, el escarabajo autobús, lleva todas las mañanas a la escuela toda una pandilla jovial compuesta, entre otros, por Ben-Si y Ben-No: los gemelos divertidos, por Cocoazul: el poeta despistado, por Coconegro: la eterno quejoso, y, por supuesto por Cocomiel, la heroína mágica de Cocolandia, siempre dispuesta a ayudar a sus amigos a solucionar sus problemas. Todo estaría bien si Cocolandia no estuviera regularmente amenazada por depredadores envidiosos y celosos. Afortunadamente Cocomiel vela y gracias a los poderes de su trébol mágico preserva el equilibrio de la pequeña comunidad. En la Temporada 2 la serie avanza significativamente, y un personaje muy destacable y querido llega, convirtiéndose en protagonista principal y todos los episodios comenzaron a girar en torno a ella. Ella es Babimiel (Babicinel en la versión original) es la hermana de Cocomiel, juntas viven en la Casa-Trebol . Babimiel también poseía un amuleto con poderes mágicos, un corazón mágico . Al igual que su hermana, Babimiel tenía la misión de salvar el mundo intercalando su misión con una vida común, pero al ser muy enamoradiza se enamora fácilmente y esto hace que los momentos de la vida común sean tan interesantes como los de acción. También aumentando considerablemente las situaciones dramáticas; al mismo tiempo llegan otros nuevos personajes, mariquitas y abejas como Levallois: la abeja envidiosa y egocéntrica, Bambee: una abeja torpe, el Alcalde Abejorro: un hombre autoritario y gruñón, Cocograss: una mariquita chismosa y burlona y Cocoflor: una mariquita llena de traumas que sanarán con la ayuda de Babimiel. Los amuletos mágicos, El trébol mágico de Cocomiel y el Corazón mágico de Babicinel son artefactos/entidades con vida propia y mucho poder, estos están hechos para hacer el bien y no deben caer en manos de la oscuridad… pero algunos villanos querrán apoderarse de ellos para sembrar el caos.   
Los episodios de la temporada 1 tienen una duración de cinco minutos mientras que en la temporada 2 una duración de once minutos. Los episodios especiales duran 21 minutos.  
La serie animada Cocomiel es un clásico que combina magia, valentía y la esencia misma de las mariquitas, pequeñas criaturas conocidas por su rol protector y su buena fortuna. Cocomiel sigue las aventuras de una mariquita heroína que obtiene poderes mágicos al encontrar un trébol de cuatro hojas. Este detalle no es casualidad; las mariquitas son ampliamente consideradas símbolos de buena suerte en diversas culturas. Al integrar esta característica natural en la narrativa, los creadores infundieron a Cocomiel con un simbolismo poderoso y encantador.  
Cocomiel (o en la versión original Cococinel, nombre que se acerca mucho más al nombre de las mariquitas en francés “Coccinelle”) es conocida como el bichito de la suerte, gracias a su trébol mágico de cuatro hojas que le otorga poderes especiales. Además de ser vistas como símbolos de buena suerte, las mariquitas combaten insectos dañinos en la vida real, protegiendo jardines y cultivos. Esta característica natural de las mariquitas se tradujo en el personaje de Cocomiel, quien lucha contra las fuerzas del mal y protege su hogar, reflejando así su naturaleza defensiva y protectora en la vida real. Esta dualidad de defensa y protección es central a su carácter, haciendo de Cocomiel una figura heroica tanto en la pantalla como en el simbolismo.
Babimiel, hermana de Cocomiel y también protagonista de la serie añade otra capa de simbolismo a la serie. Con su corazón mágico y su inclinación romántica, Babimiel representa el amor. Las mariquitas, además de ser símbolos de buena suerte, también son consideradas guías de corazones enamorados en algunas culturas. Babimiel, el bichito de amor, encarna esta creencia, usando su corazón mágico no solo para luchar contra el mal, sino también para guiar y proteger los corazones de los demás. 
La elección de mariquitas como protagonistas en Cocomiel y Babimiel está profundamente arraigada en el simbolismo positivo que estos insectos representan: suerte, amor y protección. A través de sus aventuras mágicas, estos personajes no solo entretienen, sino que también transmiten valores y creencias sobre la importancia de cuidar y proteger, haciendo eco de la verdadera naturaleza de las mariquitas en nuestros jardines y corazones.    
En la época, Cocomiel tenía una línea completa de juguetes y peluches en Europa (principalmente en Francia) que ahora son extremadamente difíciles de encontrar y muy valiosos. Esta colección se centraba principalmente en peluches con caras de goma, pero también incluía figuras, libros y otros productos. Todos estos productos eran producidos por Jemini, una marca francesa de juguetes.

## Personajes
- Cocomiel (Cococinel):

Cocomiel (Cococinel en España y doblaje original) es la protagonista y heroína de la serie, siempre que hay algún peligro ella salvará el día. Ella es una mariquita roja hembra, Cocomiel es una mariquita más de Cocoland , pero no es una mariquita cualquiera , ella posee el trébol mágico de 4 hojas ,el cual le da grandes habilidades de agilidad, super fuerza y mucho más. Ella representa "el bichito de la suerte" gracias a su amuleto "el trebol magico". Cocomiel es el personaje más inteligente de Cocolandia y dedica su vida a salvar su pueblo y amigos del mal. Pero Cocomiel también vive una vida normal a pesar de todo, intercalando su misión con una vida cotidiana yendo a la escuela con sus amigas y vivir de forma independiente en una casa llamada "la Casa Trébol" es una casa muy linda con forma de trébol, ella vive junto a su hermana menor Babimiel.Cocomiel tiene una personalidad amable y de buen corazón , pero es bastante fría con los demás muchas veces y no siempre expresa sus sentimientos, además de que puede ser un poco grosera cuando está nerviosa. Ella se toma todo muy enserio, siempre quiere proteger a sus amigos y a su hermana Babicinel a toda costa. Su pasión es la repostería, la encanta hornear todo tipo de dulces como por ejemplo sus famosos “Cocobollos(en España) Cocodulces(en argentina)” Su mejor amiga es Cocograss.
- Babimiel (Babicinel):

Babimiel (Babicinel en España y el doblaje original) es el bichito más dulce de Cocolandia, es una mariquita hembra azul claro o celeste. Su hermana mayor es Cocomiel. Babimiel es la protagonista en la temporada 2. Ella posee un amuleto de corazón mágico  de la misma naturaleza del trébol mágico de su hermana Cocomiel , el corazón mágico tiene poderes curativos además de poderes en común con el trébol. Babimiel representa "el bichito del amor". Se dedica a salvar Cocolandia del peligro junto a su hermana mayor, pero es muy enamoradiza y despistada en la vida cotidiana. Babimiel tiene un corazón puro y es muy dulce , siempre está dispuesta a ayudar a los demás y se preocupa fuertemente por sus amigos. Es el personaje que más vestimentas diferentes ha tenido en el programa y su personaje fue muy importante en la serie , siendo tan protagonista como Cocomiel o más. Ella está profundamente enamorada de Cocometeo , un joven bichito meteorólogo… aun que su nerviosismo la hace cometer errores, su hermana Cocomiel siempre se preocupa mucho por ella y esta ahí para protegerla.  
- Escarabus (Oscarabus):

El es un Señor Escarabajo largo el cual trabaja como autobús para llevar y recoger a los estudiantes de la escuela “El Gran Olmo”. El es un poco malhumorado pero de buen corazón.
- Señorita Cigarra (Madame Cigale):

La Señorita Cigarra es una cigarra verde hembra, es profesora de los jóvenes mariquitas, una maestra cigarra empática, siempre piensa en sus alumnos. Es reconocida por sus situaciones cómicas cantando opera y todos cubren sus oídos cuando comienza a cantar.
- Coconegro (Cocomauve(Francia, original) Cocomalva(España)):

Coconegro (Cocomalva en España) es una Mariquita morada macho. Amiguito de Cocomiel, el suele tener muy mal humor pero a pesar de todo siempre está dispuesto a ayudar si la situación se pone mal. 
- Coconaranja (Coco-Orange):                           Coco orange es una mariquita naranja macho, es un chico tímido y callado. A pesar de aparecer múltiples "Coco-Orange" como personajes extra durante la serie el principal a tenido protagonismo en el episodio "la maldición de las fotos" donde se revela el trauma que tiene este personaje de ser fotografiado.

- Cocometeo:

Mariquita meteorólogo macho color naranja arrojado. Cocometeo proviene de "Coco Italia" y trabaja en Cocolandia para predecir el tiempo y avisar de las tormentas y llegada del invierno. Babimiel está enamorada de él. Es reconocido por ser el chico más atractivo de Cocolandia y adopta una personalidad de chico engreído y patán.
- Cocoazul (Cocoblue):

Cocoblue es una mariquita azul oscuro macho el es muy tierno, inocente y soñador. Es el mejor amigo de Cocomiel es leal y con buen corazón. Lamentablemente en la temporada 2 desapareció sin explicación. 
- Ben-Si y Ben-no:

Ellos son gemelos mariquitas machos, son muy bromistas, pesados y traviesos,aún que ambos parecen iguales, Ben-si (color amarillo) es más inmaduro que Ben-No (color negro) . Siempre se mete en más problemas.  
- Cro-Cro (Gre-Gre):

Cro-Cro es una rana hembra vegana que no come insectos, es la protectora del estanque de Cocolandia y una gran amiga de los Cocos.
- Cocohierba (Cocograss):

Cocohierba una mariquita hembra color verde. Ella proviene de "Pueblo Champiñón". A Cocohierba se le reconoce por ser la mariquita más chismosa de Cocolandia; tiene una personalidad muy atrevida y explosiva. Ella es la mejor amiga de Cocomiel y Babimiel, ellas no tienen secretos y pasan maravillosos momentos juntas.
- Gaviota (Hirodella):

Habitante de Cocolandia, una sabia golondrina  hembra llamada Gaviota por alguna razón en el doblaje latino. En el doblaje español se llamaba Golondrina. Ella puede predecir el tiempo que ara, aún que sus predicciones no son tan profesionales como las de Cocometeo ya que es un don que tienen todas las Golondrinas del mundo de Cococinel.
- Levallois:

Levallois es una abeja hembra proveniente de una colmena real que fue a vivir a Cocolandia debido a que su padre el "Señor Abejorro" se volvió alcalde de Cocolandia, ella es muy creída e incluso mala. Tiene mucha envidia de Babicinel y aprovecha siempre para hacerle la vida imposible, ya que ella piensa que una abeja proveniente de una colmena real se merece más tener un elemento mágico que una simple mariquita.
- Cocoflor (Cocofleur):

Cocoflor es una mariquita hembra color rosa fucsia. Cocoflor proviene de "Coco Paris". Su historia en la serie es bastante dramática enfocada en el odio y burla que la hicieron. Fue inculpada de quemar la escuela de Cocolandia creando una mala fama. Pero al final se supo la verdad y se volvió parte de la pandilla. 
- Bambee:

Bambee es una abeja hembra amarilla con un moño azul a un lado de la cabeza. Es la hermana menor de Levallois, y también vino a vivir a Cocolandia por su padre. Bambee solía ser una gran amiga de Babimiel antes de llegar a Cocolandia, ya que ambas iban a la misma escuela en "CocoNuevaYork". Bambee y Levallois no viven en la misma casa que su padre el alcalde Abejorro, ambas viven en una casita construida de panales de miel como si fuera una colmena en miniatura.
Villanos:
• Hylobie :  Hylobie es el principal villano en la serie Cococinel. Es un hechicero insecto malvado que busca desesperadamente los amuletos mágicos de las hermanas Cinel (Hermanas Miel en Argentina): el trébol mágico de Cococinel/Cocomiel y el corazón mágico de Babicinel/Babimiel. Su objetivo es usar su magia para conquistar Cocolandia, construir un enorme palacio y esclavizar a sus habitantes. Originalmente, Hylobie no tenía poderes mágicos, pero con ambición y esfuerzo logró convertirse en un hechicero. Creó un cetro mágico que amplifica sus habilidades, aunque su magia no es suficientemente poderosa para sus metas sin los amuletos. A lo largo de la serie, ha cometido actos atroces como manipular los sentimientos de Babicinel, secuestrar mariposas para transformarlas en criaturas sin corazón y convertir a los habitantes de Cocoland en monstruos obedientes. Su carácter misterioso y enigmático lo hace un antagonista temible. 
• Decorticus :   Decorticus es uno de los principales antagonistas, una termita cuyo objetivo principal es devorar toda Cocolandia, comenzando por el gran banco de olmos, el árbol más grande y apetitoso. Aunque no tiene un trasfondo tan elaborado como el de Hylobie, ha causado numerosos problemas en la serie. Lidera una banda de termitas con el mismo diseño, aunque sus seguidores destacan por su torpeza. A lo largo de la serie, Decorticus ejecuta múltiples planes malévolos. Uno de los más destacados es el robo del trébol mágico de Cococinel (Temporada 1, Episodio 46), donde intentó esclavizar a los habitantes de Cocolandia para satisfacer su insaciable hambre de madera. Aunque en un episodio fingió haberse reformado, resultó ser un engaño.Su última aparición (Temporada 2, Episodio 22) marcó su plan más ambicioso: infiltrarse en la Escuela del Olmo de Coco con su banda y nuevas termitas reclutadas. Allí instalaron una bomba oculta para sembrar el caos, con el objetivo de capturar a todos los Cocos y robar tanto el trébol mágico de Cococinel como el corazón mágico de Babicinel. Estas reliquias serían utilizadas para dominar el mundo y someter a todos a las termitas. Cocofleur y Babicinel idearon un plan para fingir aliarse con Decorticus y su banda, pero él, desconfiado, les obligó a comer madera repugnante como prueba de lealtad. El episodio fue extremadamente violento, culminando en la dramática muerte de Decorticus durante una serie de enfrentamientos épicos. Este evento marcó un final impactante para este villano, abriendo una nueva etapa de esperanza para los Cocos.

## Doblajes
- Doblaje Argentino:
  - -  La serie tuvo un doblaje latino hecho en argentina por la compañía VideoRecord , El doblaje tenía muchos errores en sus traducciones. La serie además de ser estrenada en Cablin también se tenía pensado sacar algunos episodios en VHS para la venta en argentina. No se sabe que ocurrió exactamente , pero no se saco ninguna cinta . Y la serie fue emitida una sola vez en el desaparecido canal Cablin para luego desaparecer hasta que más tarde él también desapareció canal Magic Kids rescató la serie y emitió en 1995 la temporada 2 como serie  y la temporada 1 como separador entre programa y programa durante 4 meses, después de este transcurso solo se siguió transmitiendo la temporada 1 como separador durante 2 años y la temporada 2 no se volvió a emitir jamás.
- Cocomiel: Laura Sordi
- Ben-Sí: Ariel Abadi
- Ben-No: Hernán Chiozza
- Gaviota: Ruby Gattari
- Babimiel: Cecilia Gispert
- Escarabus: Elbio Nessier
- Coconegro: Hernán Chiozza

• Doblaje Español de España:
La serie se dobló completa al Español de España, y fue emitida en Canal Panda . Es posible que se emitiera en otros canales también, pero no hay información hasta ahora. A diferencia del doblaje argentino, no hubo ningún cambio de nombre en los personajes principales y es muy fiel al doblaje original. La temporada 2 con episodios más largos y elaborados de 10 minutos fue emitida mucho en España. 

## Capítulos
Temporada 1:  (duración de 5 minutos)
1. El trébol mágico : Todos estan de regreso a la escuela, pero Escarabus les cuenta una antigua leyenda de un trebol mágico que crece en Cocolandia.. todos van a buscarlo y Cocomiel termina siendo la portadora.
2. Emboscada : Hylobis tiende una trampa a Cocomiel para robarla el trebol magico y contruir un enorme palacio y que todos los habitantes de Cocolandia de obedezcan
3. Tormenta en Cocolandia : Una terrible tormenta cae en Cocolandia, le cae un rayo a Cocomiel y esto hace que el trébol mágico se estropee. Tendrán que buscar una manera de arreglarlo
4. Robo en la escuela : Una malvado mosquito roba las tizas de la escuela para hacer graffitis por todo Cocolandia. Cocomiel debera de buscarlo para que pare.
5. El camino prohibido : El malvado mosquito escapa, pero Cocomiel hace una búsqueda hasta el camino prohibido de Cocolandia para encontrarlo.
6. La gran sombra : Taggy el mosquito, al recapacitar y prometer ser bueno se siente mal porque ahora nadie le tiene miedo .
7. Pánico en el estanque : Los "Coconaranjas" molestan a Gaviota y su familia hasta llevarla a la locura.
8. Cocomiel y el Decorticus : Decorticus y su banda ataca la escuela para comersela, y después apoderarse de Cocolandia. Pero Cocomiel no lo permitirá.
9. Salida de Gaviota : Debido al invierno, Gaviota debe emigrar.
10. Que crack este grillo : Un grillo deportista llega para quedarse en Cocolandia, es muy presumido y a Crocro le cae mal, deciden hacer una competición.
11. El aprendiz de grillo : Cocoblue se da un golpe tan fuerte que esto hace que pierda la memoria, Stanlisas el grillo decide engañarlo para que crea que es su viejo amigo grillo “Bill” .
12. El fuego : Un incendio aterroriza a los habitantes de Cocolandia, el trébol mágico tiene miedo del fuego entonces los personajes deberán buscar otra manera de apagar el fuego,
13. Investigación en Cocolandia
14. Capullos de rosa
15. La máquina infernal
16. El tipógrafo
17. La venganza
18. A la linda sombrerera
19. Biotopo en peligro
20. Una rana hambrienta
21. El campeón de Cocolandia
22. Alerta de mosca
23. Ramito de hierbas aromáticas
24. Cuidado con la tentación
25. La Gran Invasión
26. Tormenta sobre Cocolandia
27. Tal es tomado quien creyó tomar
28. Aventuras subterráneas
29. Por unos arándanos más
30. Choque
31. Dory el Fuerte
32. Escape fallido
33. El castigo
34. Pleno sol
35. El rayo de luna
36. El clima esta loco
37. Lady Cicada busca su voz
38. Rompehielos
39. Concurso de canto
40. Sólo un beso
41. Cocomedia Dell'arte
42. Ola al alma y burbuja de vida
43. Hacer trampa no es apostar
44. Vacaciones de ensueño
45. Divertido regreso a clases
46. Pánico general
47. El hambre justifica los medios
48. Un servicio vale otro
49. La gran sequía
50. Hay agua en el aire
51. Una voz de oro
52. Un trébol loco loco loco

Temporada 2:  (duración de 10 minutos, capítulos especiales 18-21 minutos) 
1. Un Nuevo Comienzo Parte 1 :  Babimiel, la hermana de Cocomiel regresa a Cocolandia para quedarse.
2. Un Nuevo Comienzo Parte 2
3. Un nuevo gobernador : Un empresario abejorro con mucho dinero se quiere hacer el alcalde de Cocolandia, con el trae a sus hijas: Bambee y Levallois.
4. Votación : Ya que el abejorro no es buen tipo, Cocomiel decide presentarse como alcaldesa y comienza una Votación en Cocolandia.
5. Engaño Fraternal : Bambee se siente atraida por Ben-si, y esta decide invitarle a nadar al estanque. Pero Levallois la tiende una cruel trampa.
6. El engaño : Llega un nuevo personaje inesperado llamado Cocograss, que dice ser la verdadera propietaria de la Casa-trebol de Cocomiel y Babimiel.
7. Fútbol : Los chicos se burlan de las chicas por que dicen que no son capaces de jugar al futbol, Cocomiel enfadada les propone hacer un partido chicas contra chicos.
8. Una cruel trampa: Babimiel sigue enamorada de el lindo Cocometeo, esto llega a oídos de el malvado hechicero Hylobis y hace un hechizo para hacerse pasar por Cocometeo y así manipularla y robarla su corazón magico.
9. La Maldición de las fotos: La Señorita Cigarra contrata a un fotógrafo para que tome una foto a toda la clase, pero Coconaranja se siente inseguro y dice que tiene una maldición de las fotos ya que siempre sale mal.
10. La llegada de Cocoflor : Llega una nueva mariquita a  Cocolandia, se trata de Cocoflor. Ella sufrió acoso escolar en su anterior ciudad y busca ser feliz. Babimiel se hace su mejor amiga pero no todo sale bien.
11. Transformación rosa : El corazón mágico activa una transformación nunca antes vista en Babimiel, esta hace que todos sus poderes esten dentro de Babi.. pero, Babimiel no sabe cómo desactivarla y se pone nerviosa.
12. Promesa Otoñal : Cocoflor es acusada erróneamente de ser la culpable de incendiar la escuela del gran olmo , esto hace que nadie la quiera. Ella decide irse de Cocolandia pero hace una linda promesa con Babimiel la cual es que ambas lleven accesorios de sus respectivos colores para recordarse a la distancia.
13. El regreso de Cocoflor : Cocoflor vuelve para arreglar las cosas
14. .El ladrón de objetos preciados : El malvado Tipografo se aburre, y decide entrar en las casas de los Cocolandianos para robar los objetos favoritos de cada uno.
15. Una mala fama : Babimiel participa como actriz en un comercial extraño de cereales, el comercial se hace famoso y todos se burlan de la pobre.
16. Fuerzas Villanas : El Horrible Decorticus esta harto de ser bueno, y conoce a Hylobis.. ambos juntan fuerzas. Planean hacerse con los amuletos de Cocomiel y Babimiel y que todos los ciudadanos de Cocolandia sean sus súbditos.
17. ¿Cocorosita o Babimiel? : Cocometeo, al ser salvado por Babimiel con su transformación no la reconocio y este se enamora de ella sin saber que es Babimiel. Babimiel pensando en las veces que la rechazo decide usar su "transformación rosa" y tener una cita con el, fingiendo que es otra persona llamada Cocorosita.
18. La Guardiana del Estanque : Una malvada banda de mosquitos quiere apoderarse de el estanque, y al no estar la rana Cro-Cro no se asustan y se quedan. Cro-Cro vuelve de vacaciones junto a su novia la pata Hellen . Mas tarde, Cro-Cro decide abandonar Cocolandia e irse a vivir con Hellen a “el estanque de oro” para siempre.
19. Fiestas de Cocolandia  : Son las fiestas de Cocolandia, y el alcalde Abejorro planea una cena para todos los habitantes. La pandilla quiere grabar una película recreando la antigua historia de Cocolandia, pero todos terminan peleandose... deberan perdonarse a lo largo del episodio. Mientras la pandilla se va perdonando, un malvado grupo de ladrones escarabajos quieren robar la llave de la ciudad, Cocomiel tendra que enfrentarlos.
20. Un sentimiento positivo destruido : Coconaranja desea poder ver a la "emperatriz abeja" que va a venir cerca de Cocolandia. Pero Levallois le hace sentir fatal, una extraña mariposa negra demoniza a Coconaranja y le convierte en una avispa malvada. Mientras, el corazón magico de Babimiel tenia un resfriado y apenas se podia mover... a babimiel se la cae por accidente muy lejos, Levallois lo encuentra y se lo lleva. Cocomiel y Babimiel tienen que disfrazarse de abejas y ir a la colmena real para recuperar el corazón magico, ya que fue donde se lo llevo Levallois porque irá a ver a la emperatriz abeja. Juntas, tendran que luchar contra Coconaranja, ahora Avispon.
21. Especial “Mariposas” : Escarabus es demonizado por otra de estas extrañas mariposas negras, Cocomiel comienza a parecerle todo demasiado extraño. De la nada comienzan a salir montones de mariposas de estas que demonizaban a todos. De pronto aparece una mariposita blanca llamada Amapola Pastel la cual habla con las hermanas Cinel. Ella era la lider de las mariposas pero el malvado hechicero lanzo un hechizo a sus amigas y las volvio malvadas. Al estar todo Cocolandia demonizado por las mariposas, estos obedecen a  Hylobis como sus esclavos. Cocomiel, Babimiel y Amapola Pastel deberán luchar y romper el hechizo.
22. Atrapados : Decorticus vuelve a reunir a su banda y juntos instalan unas bombas en la escuela, debido a la gravedad de el asunto todos les obedecen. Los malvados les amarran a todos mientras buscan a Cocomiel que se escondió en los baños. Babimiel y Cocoflor fingen unirse a Decorticus y le engañan.
23. Una mala delegada : La señorita cigarra cree que Levallois puede ser mejor persona, y decide ponerla como delegada . Este día unos papeles son rellenados donde todos los alumnos escriben lo que les gustaría trabajar, son papeles muy importantes ya que serán enviados y se tomaran en cuenta para su futuro. Levallois sabotea las respuestas de los alumnos cambiandolas por trabajos que no les gustan y se crea un gran conflicto.
24. San Valentín : Es el dia de San Valentín, y Cocometeo regresa a Cocolandia para ver a Babimiel, juntos verán una hermosa lluvia de estrellas mientras Cocomiel quedará con un admirador secreto.
25. El final de una no-relación (episodio final y especial): Se van a celebrar  las fiestas de Cocolandia en todo lo alto, se celebrara una bonita fiesta por la noche. Babimiel prepara su vestido con ayuda de Nefila. Pero, Cocometeo le dice que ya no quiere saber nada de ella por que prefiere a Levallois, su nueva novia.  Coconegro la consuela y la trata bonito y la promete un baile especial en la fiesta. En la fiesta Babimiel no soporta mas, y huyendo de ahi deja a Coconegro solo, corre hasta la casa de Cocometeo pero este la hace llorar con sus palabras crueles , se va a ir de Cocolandia con su novia Levallois. Babimiel llora mientras tiran fuegos artificiales.  Al día siguiente está deprimida y no se quiere levantar de la cama. pero sus amigos la hacen sentirse mejor.
26. Especial de Navidad (episodio extra) : Todos en Cocolandia se están preparando para el invierno, y también para la Navidad.